# Marian Janowski
Marian Janowski (ur. 14 stycznia 1937 w Inowrocławiu) – burmistrz miasta i gminy Połczyn-Zdrój w latach 1991–1993, działacz społeczny, samorządowiec.

## Życiorys
Po przybyciu w marcu 1946 r. wraz z rodziną na Ziemie Zachodnie zamieszkał w Ogartowie k. Połczyna Zdroju. Pod koniec lat sześćdziesiątych przeniósł się do Połczyna. Na początku pracował w Dyrekcji PP Uzdrowisko, a od 1980 r. jako kierownik administracyjny w miejscowych sanatoriach (Podhale, Poznanianka). W czasie trwania stanu wojennego, w kwietniu 1982 r., został odwołany ze stanowiska kierownika żywienia i hotelarstwa (podlegały mu wszystkie sanatoria w tym zakresie).
W roku 1981 wstąpił do Polskiego Związku Katolicko-Społecznego (PZKS). Przez wiele lat pełnił funkcję m.in. przewodniczącego oddziału koszalińskiego PZKS (z siedzibą w Połczynie Zdroju), w latach 90. sekretarza Zarządu Krajowego PZKS.
Był radnym I (1990–1994) i II kadencji (1994–1998) – pełnił funkcję wiceprzewodniczącego rady miejskiej. W maju 1991 r. rada miejska wybrała go na burmistrza gminy Połczyn Zdrój (objął funkcję 1 czerwca). Rozpoczął budowę nowoczesnej oczyszczalni ścieków (w ocenie specjalistów z Wrocławia jest to jedna z najlepszych inwestycji tej wielkości w Polsce), pozwalającej uporządkować gospodarkę wodno-ściekową w mieście (otwarcie nastąpiło krótko po jego odwołaniu z urzędu). Przebudował komunalne kotłownie węglowe na olejowe. Wsparł finansowo rewitalizację zabytkowego kościoła w Buślarach, k. Połczyna. Doprowadził do zmian nazewnictwa ulic noszących nazwy z czasów PRL-u (m.in.: Bolesława Bieruta, ppłka Jana Tałdykina, Włodzimierza Lenina, Karola Marksa, Mariana Buczka, gen. Michała Roli-Żymierskiego), na takie, które promowałyby miasto, np. Zdrojowa, Piwna, Solankowa, Targowa, Rynkowa, itp. W 1992 r. założył Spółdzielnię Mieszkaniową „Piast”.
W maju 1993 r. do jego odwołania doprowadzili radni skupieni wokół Dyrektora Uzdrowiska – Edwarda Saka. Główną przyczyną konfliktu była obrona przez burmistrza interesów miasta i gminy. Uzdrowisko odmawiało uczestnictwa w kosztach budowy oczyszczalni ścieków (obok browaru Uzdrowisko miało największy udział w wytwarzaniu ścieków).
Jest autorem artykułów o charakterze wspomnieniowym, publikowanych w lokalnym piśmie „Wiadomości Połczyńskie”.
Przy jego poparciu i według jego oryginalnego projektu, a z inicjatywy Stefana Musiała (1917–2000) – internowanego w Kozielsku, w 1993 r. na cmentarzu połczyńskim postawiono pomnik-krzyż poświęcony ofiarom mordów sowieckich na jeńcach polskich z obozów w Starobielsku, Kozielsku i Ostaszkowie – był to jeden z pierwszych Krzyży Katyńskich wzniesionych w Polsce po 1989 r. Od tego też czasu rokrocznie w dniu 17 września sprawowana jest uroczysta Msza Święta z udziałem Kompanii reprezentacyjnej Wojska Polskiego. W uroczystości biorą udział przedstawiciele władz państwowych i samorządowych (miasta, powiatu, województwa), kościelnych (parafii, dekanatu i diecezji), oraz służb mundurowych – policji, straży pożarnej, wojska – na rok przed śmiercią uczestniczył w nich m.in. generał dywizji WP Andrzej Andrzejewski (pilot), mieszkaniec Połczyna Zdroju.
W dniu 22 kwietnia 1995 r. otrzymał odznaczenie państwowe złoty medal „Za opiekę nad Miejscami Pamięci narodowej” przyznawany przez Radę Ochrony Pamięci Walk i Męczeństwa – za zaprojektowanie i postawienie Krzyża Katyńskiego. Pomagał także przy gromadzeniu materiałów do pracy licencjackiej na temat tych obchodów – inicjatorem jej powstania był Michał Wota, dyrektor miejscowego Liceum Ogólnokształcącego dla Dorosłych ZDZ.
Na jego wniosek tytuł „Honorowy Obywatel Miasta i Gminy Połczyn Zdrój” decyzją rady miasta otrzymali (w porządku chronologicznym): 31 maja 1995 r. polski polarnik i podróżnik Marek Kamiński, a we wrześniu 2006 r. jednocześnie – ordynariusz koszaliński kardynał elekt biskup Ignacy Jeż i prałat Zdzisław Peszkowski, kandydat do Pokojowej Nagrody Nobla.